# Dufourea (vliesvleugelige)
Dufourea is een geslacht van vliesvleugelige insecten van de familie Halictidae.

## Soorten
- D. afasciata Bohart, 1948
- D. akmolensis Pesenko, 1998
- D. alpina Morawitz, 1865
- D. arkeuthos Ebmer, 2004
- D. armata Popov, 1959
- D. armenia Ebmer, 1987
- D. atlantica Ebmer, 1993
- D. atrata (Warncke, 1979)
- D. australis (Michener, 1937)
- D. bernardina (Michener, 1937)
- D. bifida Bohart, 1980
- D. boharti Hurd & Moure, 1987
- D. boregoensis (Michener, 1937)
- D. brachycephala (Warncke, 1979)
- D. brevicornis Timberlake, 1939
- D. bucharica Ebmer, 2008
- D. bytinskii Ebmer, 1999
- D. caelestis Ebmer, 1987
- D. calcarata (Morawitz, 1886)
- D. calientensis Timberlake, 1939
- D. californica (Michener, 1935)
- D. calochorti (Cockerell, 1924)
- D. campanulae (Cockerell, 1897)
- D. carbopila (Wu, 1986)
- D. carinata (Popov, 1959)
- D. ciliata Ebmer, 1993
- D. clavicra (Morawitz, 1889)
- D. clypeata (Wu, 1983)
- D. coeruleocephala Morawitz, 1872
- D. contarovici Bohart, 1980
- D. convergens Bohart, 1949
- D. crassipes (Cockerell, 1924)
- D. cuprea Bohart, 1948
- D. cupreoviridis Bohart, 1980
- D. cyanella Bohart, 1980
- D. cypria Mavromoustakis, 1952
- D. chagrina (Warncke, 1979)
- D. chlora Wu, 1990
- D. davidsoni (Cockerell, 1902)
- D. dentipes Bohart, 1948
- D. dentiventris

Gewone klokjesglansbij (Nylander, 1848)
- D. descansana Cockerell, 1941
- D. deserticola (Popov, 1957)
- D. desertorides Ebmer, 1978
- D. desertorum Timberlake, 1939
- D. dilatipes Bohart, 1948
- D. dysis Ebmer, 1993
- D. echinocacti Timberlake, 1939
- D. eremica Ebmer, 1976
- D. exigua Ebmer, 2008
- D. exulans Ebmer, 1984
- D. fallugiae (Cockerell, 1906)
- D. femorata Bohart, 1947
- D. fimbriata (Cresson, 1878)
- D. flavozonata (Wu, 1990)
- D. fortunata Ebmer, 1993
- D. gaullei Vachal, 1897
- D. gilia Bohart, 1947
- D. gkuruensis (Warncke, 1979)
- D. glaboabdominalis (Wu, 1986)
- D. goeleti Ebmer, 1999
- D. graeca Ebmer, 1976
- D. halictula

Zandblauwtjesglansbij (Nylander, 1852)
- D. holocyanea (Cockerell, 1925)
- D. impunctata Bohart, 1949
- D. inermis

Klokjesglansbij (Nylander, 1848)
- D. iris Ebmer, 1987
- D. josefi Ebmer, 1993
- D. juniperi Ebmer, 2004
- D. kashmirensis (Warncke, 1979)
- D. kerzhneri (Pesenko & Astafurova, 2006)
- D. ladakhensis (Warncke, 1979)
- D. latifemurinis (Wu, 1982)
- D. latifrons Timberlake, 1939
- D. leachi Timberlake, 1939
- D. lijiangensis Wu, 1990
- D. linanthi Timberlake, 1939
- D. longiceps Bohart, 1948
- D. longicornis (Warncke, 1979)
- D. longiglossa Ebmer, 1993
- D. longispinis (Wu, 1987)
- D. lusitanica Ebmer, 1999
- D. macswaini Bohart, 1969
- D. malacothricis Timberlake, 1939
- D. mandibularis (Popov, 1959)
- D. marginata (Cresson, 1878)
- D. maroccana (Warncke, 1979)
- D. maura (Cresson, 1878)
- D. megamandibularis (Wu, 1983)
- D. merceti Vachal, 1907

- D. metallica Morawitz, 1890
- D. minuta

Composietglansbij Lepeletier, 1841
- D. minutissima Ebmer, 1976
- D. moldenkei Bohart, 1980
- D. monardae (Viereck, 1924)
- D. mongolica (Popov, 1959)
- D. montana (Popov, 1957)
- D. mulleri (Cockerell, 1898)
- D. muoti Vachal, 1899
- D. nemophilae (Michener, 1937)
- D. neocalifornica Bohart, 1947
- D. neoscintilla Bohart, 1980
- D. neovernalis Bohart, 1980
- D. nigrohirta (Warncke, 1979)
- D. nodicornis (Warncke, 1979)
- D. novaeangliae (Robertson, 1897)
- D. nudicornis Timberlake, 1939
- D. oenotherae Timberlake, 1939
- D. orovada Bohart, 1980
- D. oryx (Viereck, 1903)
- D. paradoxa (Morawitz, 1867)
- D. pectinipes Bohart, 1948
- D. petraea Ebmer, 1999
- D. phoenix Ebmer, 2008
- D. pilotibialis (Wu, 1987)
- D. pontica (Warncke, 1979)
- D. pseudometallica Wu, 1990
- D. pulchricornis (Cockerell, 1916)
- D. punica Ebmer, 1976
- D. quadridentata (Warncke, 1979)
- D. rhamni (Michener, 1937)
- D. rufiventris Friese, 1898
- D. salviae Ebmer, 2008
- D. sandhouseae (Michener, 1937)
- D. saundersi (Cockerell, 1898)
- D. scabricornis Bohart, 1949
- D. scintilla (Cockerell, 1916)
- D. schmiedeknechtii (Kohl, 1905)
- D. similis Friese, 1898
- D. sinensis (Wu, 1982)
- D. snellingi Bohart, 1980
- D. sparsipunctata Bohart, 1980
- D. spilura (Cockerell, 1925)
- D. spinifera (Viereck, 1904)
- D. spiniventris (Popov, 1959)
- D. stagei Bohart, 1980
- D. styx Ebmer, 1976
- D. subclavicra (Wu, 1982)
- D. subdavidsoni Bohart, 1949
- D. tarsata Bohart, 1947
- D. tibetensis Wu, 1990
- D. timberlakei Bohart, 1947
- D. tingitana Ebmer, 1999
- D. tinsleyi (Cockerell, 1898)
- D. torchioi Bohart, 1980
- D. trautmanni Dusmet y Alonso, 1935
- D. tridentata (Wu, 1987)
- D. trigonellae Ebmer, 1999
- D. trochantera Bohart, 1948
- D. truncata Timberlake, 1939
- D. tularensis Timberlake, 1941
- D. tuolumne Bohart, 1947
- D. turkmenorum Pesenko, 1998
- D. ulkenkalkana Patiny, 2003
- D. vanduzeei Bohart, 1947
- D. vandykei Bohart, 1948
- D. vernalis Timberlake, 1939
- D. versatilis (Bridwell, 1919)
- D. versicolor Alfken, 1936
- D. virgata (Cockerell, 1898)
- D. viridescens (Crawford, 1916)
- D. viridis Timberlake, 1941
- D. wolfi Ebmer, 1989
- D. xinjiangensis (Wu, 1985)
- D. yunnanensis Wu, 1990
- D. zacatecas Bohart, 1980